# マダガスカルトゲマユカレハ
マダガスカルトゲマユカレハ（学名：Borocera madagascariensis）は、チョウ目カレハガ科に属するガの一種。マダガスカル島の固有種である。マダガスカルでは野蚕を意味する « ver à soie sauvage » 又は、大きい蚕を意味するランディベ « landibe » と呼ばれている。気候不順などに対して強い、丈夫な虫であるが、他の種により危険にさらされている可能性がある。

## 生態
マダガスカル島においては、野蚕（ Ver à soie sauvage ）は本種一種類のみが存在する。マダガスカルトゲマユカレハは「タピアの木」と呼ばれるウアパカ・ボジェリの木の枝かその周辺の下草にだけ繭を作る。幼虫は繭の表層に自分の刺毛を付着させる。これは鳥などの捕食者から免れるための行動であると考えられている。幼虫は年に2回、4-5月と11-12月に発生する。

## 利用
以下では、マダガスカルの文化やそこに住む人々との関わりに着目するため、ランディベと呼ぶ。
ランディベの繭からは絹糸がとれる。繭から直接、絹糸がとれるものではなく、まず、職人が繭を茹でて湯に浸す。次の段階で繭から蛹を分離し、繭から糸を取る。蛹は家蚕同様、食用にもなり、油で揚げたものを食べる。以降の工程はカイコガから絹糸を取る工程と同じである。2012年現在において、マダガスカルには、雇用されている職人はおらず、製糸工場もない。家内制手工業の段階である。
- 煮繭する。
- 手作業で糸を繰り取る。
- 染色の前に乾燥させる。生成りもよく利用される。
- 職人が手織りする。
- 繭から抜き取られた蛹。

ランディベの繭から紡いだ絹糸は、主に、「ランバ」と呼ばれる、体に巻き付けてまとう一枚布の民族服を織るために用いられる。古い時代には、絹織りのランバは、墓に安置してある先祖の遺体をくるむ目的のみに用いられた。染色していない生成りの絹糸で織られたランバを「ランバメナ」と呼ぶ。なお、メナは「赤い」を意味するがランディベによる野蚕糸は上掲の写真に見られるように黄色をしている。
19世紀後半にフランス大使がメリナ王国のラダマ2世に面会した際、彼の10歳になる息子がポケットにガの蛹を焼いたものをいっぱい詰めていて、面会の間中ずっと、それを食べ続けていたという報告がある。これはランディベの蛹であったと考えられている。